# The Return of Captain Invincible
The Return of Captain Invincible és una pel·lícula musical de comèdia de superherois australiana del 1983 dirigida per Philippe Mora, i protagonitzada per Alan Arkin i Christopher Lee. Va ser una decepció de taquilla a l'estrena, però des de llavors s'ha convertit en una pel·lícula de culte.

## Trama
La trama involucra el superheroi anomenat "Captain Invencible" (també conegut com "Legend in Leotards", "The Caped Contender" i "Man of Magnet") que està actiu durant la Llei Seca, Segona Guerra Mundial, i després. Un cop un heroi popular per a tots els nord-americans, es veu obligat a retirar-se per la persecució del govern a l'Estil McCarthy dels anys cinquanta.
Una investigació del Congrés l'acusa de ser comunista, citant la seva capa vermella i les "antifeixisme prematur". Se l'acusa d'haver violat l'espai aeri dels EUA volant sense la llicència adequada, fent-se passar per un oficial militar i portant roba interior en públic. Desapareix dels ulls del públic, traslladant-se a Austràlia i tornant-se alcohòlic.
Trenta anys més tard, el seu vell nèmesi, el superdolent "Mr. Midnight", torna a emergir i roba una super-arma secreta del govern: el raig hipno. El govern dels EUA demana al capità Invencible que torni, i la història segueix els seus intents de tornar al superheroi i redimir la seva reputació.

## Repartiment
- Alan Arkin com el capità Invencible, superheroi estatunidenc que va lluitar pels aliats durant la Segona Guerra Mundial, però va caure en temps difícils.
- Christopher Lee com el Sr. Midnight, la nèmesi d'Invencible; dedicat al mal, el seu darrer pla implica l'erradicació de les minories ètniques de Nova York.
- Kate Fitzpatrick com a Patty Patria, una policia australiana que ajuda a Invencible a tornar a la seva antiga glòria.
- Bill Hunter com Tupper / Coach
- Michael Pate com el president dels Estats Units, que de petit va conèixer Invencible. La reunió li va deixar una impressió.
- Doug McGrath com a Adolf Hitler
- Graham Kennedy com a primer ministre
- Max Phipps com a Almirall
- Alfred Sandor com a capità de la policia de Nova York
- Ron Becks com a venedor negre
- Garth Meade com a venedor polonès

## Producció
The Return of Captain Invincible va ser dirigida per Philippe Mora. Va ser produït per Seven Keys Production i Willara i distribuït per Seven Keys a Austràlia. La seva estrena estava programada als Estats Units per Jensen Farley Pictures, però la companyia va tancar dies abans de l'obertura nacional programada; més tard va ser ofert en VHS nord-americà i làser disc per Magnum Entertainment. Més tard va seguir un DVD de pantalla panoràmica d'Elite Entertainment Inc. Va ser filmada a Austràlia.
El lletrista Richard O'Brien i el compositor Richard Hartley, coneguts per la seva col·laboració prèvia a The Rocky Horror Show i The Rocky Horror Picture Show, van contribuir amb tres cançons, incloent "Captain Invincible" cantada per O'Brien, "Evil Midnight" cantada per Lee i Arkin, i "Name Your Poison" cantada per Lee durant la qual el malvat Mr. Midnight tempta l'alcohòlic Captain Invencible amb un bar ben proveït.
Un cop acabada la pel·lícula, el productor Andrew Gaty, seguint els consells del seu distribuïdor estatunidenc, va retallar. Mora es va oposar i l'assumpte va acabar davant el ministre de l'Interior, Tom McVeigh. McVeigh va declarar que la pel·lícula no era "australiana" i, per tant, no qualificava per a la deducció fiscal del 150% disponible per als inversors. Gaty va impugnar aquesta decisió al tribunal i va guanyar.

### Música
| 1. | «Captain Invincible»        | Richard O'Brien                | 2:59 |
| 2. | «Name Your Poison»          | Christopher Lee                | 3:37 |
| 3. | «Mr. Evil Midnight»         | Alan Arkin and Christopher Lee | 3:44 |
| 4. | «Into the Blue»             | Alan Arkin                     |      |
| 5. | «We Need a Hero»            | Michael Pate                   | 1:49 |
| 6. | «Bullshit»                  | Michael Pate                   | 0:31 |
| 7. | «The World I Knew»          | Alan Arkin                     |      |
| 8. | «Amazing How They're Alike» | Alan Arkin                     | 2:16 |
| 9. | «Heaven in Your Eyes»       | Beth Lawrence                  |      |

## Recepció
The Return of Captain Invincible va recaptar només 55.110 dòlars a la taquilla australiana amb un pressupost de 7 milions de dòlars.
El novel·lista de fantasia britànic Terry Pratchett va qualificar la pel·lícula de "una sèrie de mals moments enganxats amb grans cançons i un pressupost de quatre penics", però va dir que l'havia vist diverses vegades. Colin Greenland va ressenyar The Return of Captain Invincible per la revista Imagine, i va afirmar que "Oferint rutines musicals hilarants de l'home que va escriure The Rocky Horror Picture Show i acrobàcies iròniques de l'equip d'efectes de Superman, aquesta pel·lícula australiana excèntrica, extraordinària i absolutament deliciosa ha estat negada sense perdó al públic britànic fins ara. Tot el crèdit a Entertainment in Video per haver-la descobert."

## Nominacions i premis
| Premi                                                    | Categoria                                        | Subjecte      | Resultat  |
| -------------------------------------------------------- | ------------------------------------------------ | ------------- | --------- |
| Premis AACTA (1983 AFI Awards)                           | Millor disseny de producció                      | David Copping | Nominat   |
| Festival internacional de cinema fantàstic d'Avoriaz     | Gran Premi                                       | Philippe Mora | Nominat   |
| XVI Festival Internacional de Cinema Fantàstic de Sitges | Caixa de Catalunya als millors efectes especials | Bob McCarron  | Guanyador |